# Zeid Heidar
Zeid Heidar est un homme politique syrien, de confession musulmane.
Né en Syrie, au milieu des années 1930, il est issu d'une famille d'intellectuels et d'avocats nationalistes arabes. Il a étudié les sciences politiques et les relations internationales à Beyrouth, c'est la où, en 1956 il rejoint le parti Baath.
Zeid Heidar part pour l'Irak en 1968, à la suite du coup d'État de Saddam Hussein et du parti Baath dans le pays. Connaissant bien le peuple palestinien, le gouvernement baathiste le nomme secrétaire général du Front de libération arabe, nom du parti Baath en Palestine.